# Die Gentrifizierung bin ich. Beichte eines Finsterlings
Die Gentrifizierung bin ich. Beichte eines Finsterlings ist ein essayistischer Dokumentarfilm des Schweizer Filmemachers Thomas Haemmerli aus dem Jahr 2017.

## Synopsis
Der Schweizer Thomas Haemmerli nähert sich in seinem humorvollen Dokumentar-Essay Themen wie Stadtentwicklung, Wohnungsmarkt, Architektur, „Dichtestress“, Fremdenfeindlichkeit und Gentrifizierung. Dabei verschreibt sich das Projekt einem autobiografischen Zugriff: Der grosse Bogen sind diverse Wohnsituationen des Autors, begonnen mit der Kindheit im Villenquartier Zürichberg, über besetzte Häuser, WGs und Yuppie-Wohnungen, bis hin zu Behausungen in Grossstädten wie Tiflis, São Paulo und Mexiko-Stadt.
Letztlich ist der Autor das Paradebeispiel eines Gentrifizierers in Form eines modisch alten Vaters, der Zürichs Aufwertung durch den Kauf einer grossen Wohnung vorantreibt. Verspottet werden aber auch Nationalkonservative, die behaupten, wegen der Zuwanderung werde der Lebensraum knapp, sowie die Linke, die sich gegen die architektonische Moderne und energische Verdichtung der Städte sträubt.

## Hintergrund
Der Film hatte seine Uraufführung im Rahmen des internationalen Dokumentarfilmwettbewerbs des Zürich Film Festivals 2017.

## Auszeichnungen
- „Honorable Mention“ am Zürich Film Festival 2017[5]
- Zürcher Filmpreis 2018[6]